# 俟母
俟母（白一平轉寫：zr-）是中古漢語的一個聲母，屬正齒音莊組，全濁聲母。
所有俟母字都是三等字。

## 擬音
學界對俟母擬音分兩派，一派擬成捲脷音，擬成/ʐ/，一派擬成舌葉音，擬成/ʒ/。然而對於其送氣性質並無一致意見，有的學者認爲是送氣音[ʐʱ]或[ʒʱ]，也有的認爲是不送氣音[ʐ]或[ʒ]，或者無所謂送氣或者平送仄不送等。不過，這個聲母在送氣不送氣方面，並沒有對立音位。還有學者（如陸志韋）將它與常母合併。
| 聲母 | 高本漢 | 李方桂 | 陸志韋 | 王力 | 周法高 | 李榮 | 邵榮芬 | 蒲立本 | 董同龢 | 鄭張尚芳 | 潘悟雲 | 《廣韻》字數 |
| ---- | ------ | ------ | ------ | ---- | ------ | ---- | ------ | ------ | ------ | -------- | ------ | ------------ |
| 俟   | dʐʱ    | dʐ     | dʑ     | dʒʱ  | ʐ      | ʒ    | ʒ      | ʐ      | ʒ      | ʒ        | ʐ      | 8            |

註：過往學界曾用逆撇號「ʻ」代表送氣音，後來國際語音學學會已規範以「ʱ」作爲濁音送氣符號，上表亦依規範統一。

## 現代方言、語言中的讀音
在北京音系中，俟母爲漢語拼音ch或s。
在南京音系中，俟母平聲爲c，非平聲爲s。

## 參閱
韻典網-俟母 （页面存档备份，存于）